# Жетіколь
Жетіко́ль (каз. Жетікөл) — село у складі Сирдар'їнського району Кизилординської області Казахстану. Адміністративний центр та єдиний населений пункт Жетікольського сільського округу.
У радянські часи село називалось Жетиколь.
Населення — 644 особи (2021; 794 у 2009, 969 у 1999, 994 у 1989).